# HŽ 2132 sorozat
A HŽ 2132 sorozat egy horvát C tengelyelrendezésű tolató dízelmozdony-sorozat. A HŽ üzemelteti tolatási feladatok ellátására és iparvágányok kiszolgálására. A Đuro Đaković gyártotta 1969-ben. Beceneve „Pielstick” vagy „Jembach”.